# Waldemar Ewerlöf
Genserik Elias Waldemar Ewerlöf, född 14 september 1845 i Köpenhamn, död 23 juli 1911 i Sankt Petri församling, Malmöhus län, var en svensk överste och riksdagspolitiker.
Waldemar Ewerlöf var son till dåvarande svenske generalkonsuln i Köpenhamn Frans Ewerlöf samt farbror till diplomaten Oskar Ewerlöf.
Ewerlöf var överlöjtnant vid Skånska husarregementet och överste i armén. Han var även politiker och ledamot av Riksdagens första kammare 1903–1910.